# Осинниковский трамвай
Оси́нниковский трамва́й — трамвайная система в городе Осинники Кемеровской области, представлена двумя маршрутами.
Открыта 1 ноября 1960 года. На балансе предприятия 24 линейных вагона, более половины из которых не эксплуатируются и ожидают ремонта или списания. Система поддерживает регулярный график движения и пользуется заметным вниманием местной администрации. Трамвайные ветки проходят по центральным магистралям города: улица Кирова, улица Ленина, улица Революции, улица Станционная.
По состоянию на сентябрь 2024 года стоимость проезда для категорий граждан, не имеющих льгот, составляет 38 рублей наличным способом, 33 безналичным. Для пенсионеров проезд составляет 20 рублей наличным и 17 рублей безналичным способом оплаты, а для школьников — 23 и 19 рублей соответственно.

## История
Трамвайная сеть Осинников не претерпела существенных изменений с конца 1960-х годов, строительство новых линий фактически заморожено. Существующая система представляет собой три линии неравной длины и извилистой конфигурации, расходящихся от общего тройника на улице Ленина. Депо расположено в одной остановке от этого пересечения. Достопримечательность системы — однопутное сплетение без стрелок на путепроводе над железнодорожными путями.
- 1960 — первая трамвайная линия «Осинниковская — Вокзал».
- 1962 — линия «Ленина — Стадион».
- 1976—1978 — перевод большей части системы с однопутного на двухпутное движение.
- 1991 — новая трамвайная линия «Южная — Соцгород» с закрытием кольца «Стадион»[3].
- 2010 — закрытие трамвайной линии «РМЗ — Осинниковская», отмена маршрута № 2.
- 22 сентября 2012 — Прибыли два вагона БКМ 60102 (зав. номера 180, 182).
- 6 ноября 2012 — С 1 ноября 2012 года стоимость проезда в трамвае составляет девять рублей.
- 24 декабря 2012 г — По имеющейся информации, в начале 2013 года после сдачи разворотного кольца в районе улицы Островского возобновится движение маршрута №2 по части законсервированной линии "РМЗ — Шахта", в том числе и по знаменитому путепроводу со сплетением путей.
- 23 июня 2018 г — С июля 2018 года закрываются маршруты "РМЗ — Южная" и "Вокзал — Южная" на срок 20 дней для ремонта трамвайных линий. Будет курсировать 1 маршрут "РМЗ — Вокзал".
- 26 ноября 2018 г — Конечная 4-го маршрута переносится на кольцо "РМЗ"
- 20 июня 2019 г — С 20 июня по 1 августа будет приостановлено движение общественного электрического транспорта по маршруту 3 и изменено по маршруту 4 — Вокзал-РМЗ.
  - Вместо трамвайного маршрута 3 будет запущен временный автобусный маршрут.
- 23 июля 2019 г — Трамвайное движение до 1 августа полностью приостановлено.
- 30 июля 2019 г — Сегодня (30.07.19) во второй половине дня (ориентировочное время после 12.00) будет восстановлено движение трамвая. 
  - На маршруты выйдут 8 вагонов с интервалом движения 10-12 минут.
    - С 31 июля — все в рабочем режиме. В 5.30 выходит первый трамвай из депо.
- 7 ноября 2019 г — Поступили первые 2 из 4 вагонов 71-619А из города Москвы.
- 31 октября 2020 г — Трамвайному движению города Осинники — 60 лет.
- 5 ноября 2021 г — Поступили 4 трамвайных вагона модели 71-619К из Москвы.
- 29 апреля 2023 г — С 29 апреля 2023 года стоимость проезда в трамвае составляет:
  - Школьники и студенты: 16 рублей — при оплате транспортной картой, 20 рублей — при оплате наличными.
  - Пенсионеры: 14 рублей — при оплате транспортной картой, 17 рублей — при оплате наличными.
  - Остальные граждане: 27 рублей — при безналичной оплате, 32 рубля — при оплате наличными.
- 15 февраля 2024 г — Из Новокузнецка переданы 4 вагона модели 71-605 (КТМ-5М3).

## Подвижной состав
Большая часть трамваев оборудована бугелями. Вагоны производства УКВЗ и ранее эксплуатировались в Осинниках, но в конце 1990-х годов были переданы в Прокопьевск и Новокузнецк по причине профиля пути (вагоны не вписывались в кривые местных путей).
В 1990-е и 2000-е годы производилось обновление подвижного состава вагонами ПТМЗ.
В октябре 2015 года в Осинники из Новокузнецка переданы два вагона 71-605 и 71-605А после закрытия трамвайной линии на проспекте Курако. В 2019 году из Москвы были переданы 2 трамвая 71-619А и 2 трамвая 71-619А-01. В конце 2021 года из Москвы также передали четыре трамвая 71-619К. В феврале 2024 года осуществилась передача четырех вагонов 71-605 из депо № 2 города Новокузнецка. По состоянию на сентябрь 2024 года на линию регулярно выходит лишь 5 трамваев, остальные находятся в резерве из-за острой нехватки водителей, а также ремонта.
На март 2025 года в Осинниках имеется 21 пассажирских, 4 служебных и 1 музейный.
Пассажирский ПС:
| Модель     | Количество, всего/Рабочих | Бортовые номера экспл./не экспл./выведенных из эксплуатации вагоны | Годы выпуска  | Изображение |
| ---------- | ------------------------- | ------------------------------------------------------------------ | ------------- | ----------- |
| РВЗ-6М2    | 2/0                       | ---/---/32, 33                                                     | 1983—1984 гг. |             |
| ЛМ-93      | 3/0                       | ---/63, 65/64                                                      | 1995—1999 гг. |             |
| ЛМ-99К     | 1/0                       | ---/---/68                                                         | 2007 г.       |             |
| ЛМ-99АВН   | 1/1                       | 69/---/---                                                         | 2008 г.       |             |
| БКМ-60102  | 2/0                       | ---/70, 71/---                                                     | 2012 г.       |             |
| 71-605     | 4/4                       | 82, 83, 84, 85/---/---                                             | 1987—1989 гг. |             |
| 71-619А    | 2/0                       | ---/75, 76/---                                                     | 2008—2009 гг. |             |
| 71-619А-01 | 2/1                       | 74/---/77                                                          | 2009 г.       |             |
| 71-619К    | 4/3                       | 78, 79, 80/---/81                                                  | 2001—2003 гг. |             |

Служебный ПС:
| Модель       | Количество, всего/ Рабочих | Годы Выпуска | Изображение |
| ------------ | -------------------------- | ------------ | ----------- |
| ТК-28        | 1/1                        | 1989 г.      |             |
| ТС-34        | 1/1                        | 1990 г.      |             |
| ВТК-24       | 1/1                        | 1991 г.      |             |
| ГС-4 (КРТТЗ) | 1/1                        | 1985 г.      |             |
| ГС-5         | 1/0 (Музейный)             | 1965 г.      |             |

## Маршруты

###### Действующие
| № | Конечные | Конечные | Примечание                                                                                 |
| - | -------- | -------- | ------------------------------------------------------------------------------------------ |
| 3 | Южная    | Вокзал   | Работает с 1990-х годов, после продления линии от Стадиона.                                |
| 4 | Южная    | РМЗ      | Работает с 2000-х годов. Дублировал часть маршрута № 2, с 2010 года полностью заменил его. |

Нумерации маршрутов употребляется в основном в онлайн-сервисах (Яндекс.Карты и др.). Для ориентирования пассажиров используются таблички с названием конечной остановки (одной из двух: «Вокзал» — 3, РМЗ — 4). С 1960-х использовались таблички «Вокзал» и «Южная», так как конечная «Шахта» была общей. После закрытия первого маршрута и открытия третьего таблички не поменяли и в 1990-е годы трамваи так и ходили с табличками «Вокзал» (Южная — Вокзал) и «Южная» (Шахта Осинниковская — Южная), несмотря на то что конечная «Южная» была общей для двух маршрутов.

###### Исторические
| № | Конечные              | Конечные                    | Примечание |
| - | --------------------- | --------------------------- | --- |
| 1 | Шахта «Осинниковская» | Вокзал                      | Работал в 1960−1990-е годы. Закрыт из-за того что, в ходе жилищного строительства в городе его центр переместился к югу. Заменен на маршрут № 3                                                                     |
| 2 | Шахта «Осинниковская» | Южная(До 1991 г. - Стадион) | Работал с 1962 года от Шахты до Стадиона. В 1991 году продлен до Южной. В 2010 году закрыт из-за падения пассажиропотока после расселения подработанных территорий в северной части города. Заменён на маршрут № 4. |

В 2006 году на предприятии работало 265 человек.